# Текстура горных пород
Тексту́ра (от textura — ткань, сплетение, сложение) — совокупность признаков строения горной породы, обусловленных ориентировкой и относительным расположением и распределением составных частей породы.
Текстура магматических пород зависит от особенностей кристаллизации, от способа заполнения пространства массой породы вследствие процессов, происходящих в расплаве до застывания или во время кристаллизации, и от формы отдельности, возникающей вследствие охлаждения застывшего расплава или под влиянием внешних воздействий во время кристаллизации и после её окончания.
В осадочных породах выделяют текстуры первичные — возникающие в период седиментации (например, слоистые) или в ещё не отвердевшем, пластичном осадке (например, подводнооползневые), и вторичные — образующиеся в стадию превращения осадка в горную породу, а также при её дальнейших изменениях (диагенез, катагенез, начальные стадии метаморфизма).
Первичные текстуры осадочных пород образуются в результате воздействия на осадки механических факторов (абиогенные текстуры). Среди первичных выделяют текстуры, приуроченные к поверхности напластования преимущественно мелкообломочных пород (знаки ряби, трещины усыхания, следы жизнедеятельности организмов).
Иногда текстурные и структурные признаки бывает трудно разграничить, например, в оолитовом известняке, где форма и размеры оолитов определяют структуру горной породы, а строение оолитов, обусловленное концентрическим расположением вокруг какого-либо ядра оболочек, состоящих из совокупности минеральных зёрен, является текстурным признаком. В зависимости от того, видна текстура или нет невооруженным глазом, различают микро- и макротекстуры.
Термин текстура в мировой геологической литературе трактуется различно. В американской, английской и частично французской литературе понятие текстура равнозначно нашему термину структура и, наоборот, под структурой у них понимается то, что у нас называется текстурой.